# Norvège aux Jeux paralympiques d'été de 2016
La Norvège participe aux Jeux paralympiques d'été de 2016 à Rio de Janeiro. Il s'agit de la quatorzième participation de ce pays aux Jeux paralympiques d'été.

## Médaillés
| Médaille                               | Nom                    | Sport      | Événement                     | Date         |
| -------------------------------------- | ---------------------- | ---------- | ----------------------------- | ------------ |
| Or                                     | Sarah Louise Rung      | Natation   | 100 m brasse femmes SB4       | 11 septembre |
| Or                                     | Ann Cathrin Lubbe (en) | Équitation | Concours individuel grade III | 13 septembre |
| Or                                     | Sarah Louise Rung      | Natation   | 200 m 4 nages femmes SM5      | 15 septembre |
| Argent                                 | Sarah Louise Rung      | Natation   | 50 m papillon femmes S5       | 10 septembre |
| Argent                                 | Ann Cathrin Lubbe (en) | Équitation | Dressage individuel grade III | 16 septembre |
| Bronze                                 | Sarah Louise Rung      | Natation   | 200 m femmes S5               |              |
| Bronze                                 | Andreas Bjørnstad (no) | Natation   | 400 m hommes S7               | 14 septembre |
| Médaille de bronze, Jeux paralympiques | Sarah Louise Rung      | Natation   | 50 m dos femmes S5            | 16 septembre |

| Sport      | Médaille d'or, Jeux paralympiques | Médaille d'argent, Jeux paralympiques | Médaille de bronze, Jeux paralympiques | Total |
| Natation   | 2                                 | 1                                     | 3                                      | 6     |
| Équitation | 1                                 | 1                                     | 0                                      | 2     |
| Total      | 3                                 | 2                                     | 3                                      | 8     |